# Cambessedesia hilariana
Cambessedesia hilariana es una especie  de planta fanerógama de la familia Melastomataceae. Es originaria de Brasil.   

## Taxonomía
Cambessedesia hilariana fue descrita por (Kunth) DC. y publicado en Prodromus Systematis Naturalis Regni Vegetabilis 3: 111. 1828.
Sinonimia
- Rhexia hilariana Kunth	[2]